# Grand Prix automobile d'Allemagne 1976

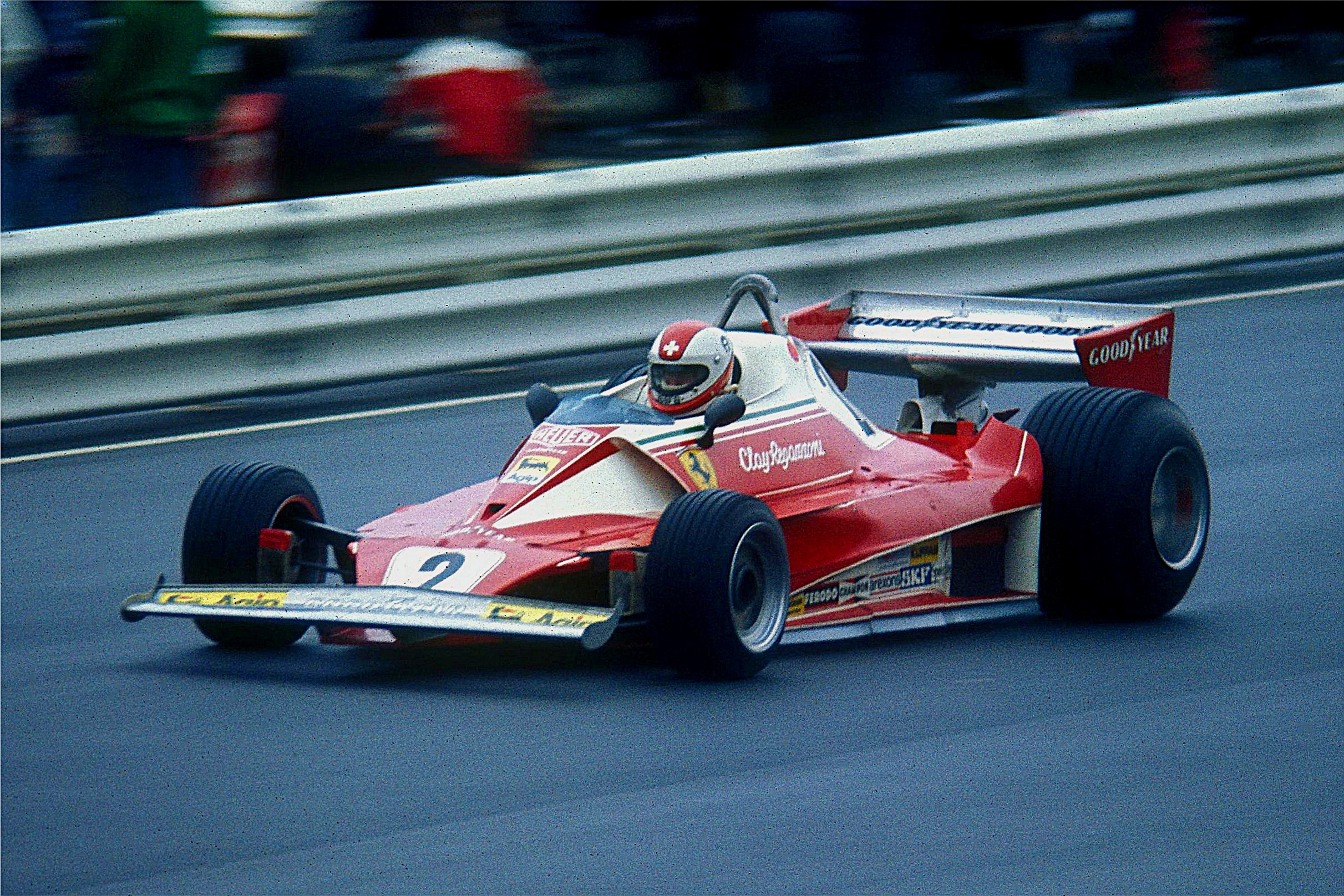
Clay Regazzoni sur Ferrari 312T2 au Nürburgring en 1976

Résultats du Grand Prix d'Allemagne de Formule 1 1976 qui a eu lieu sur le Nürburgring le 1er août 1976. Il est marqué, lors de la course, par le très grave accident de Niki Lauda, alors leader du championnat du monde. 

## Classement

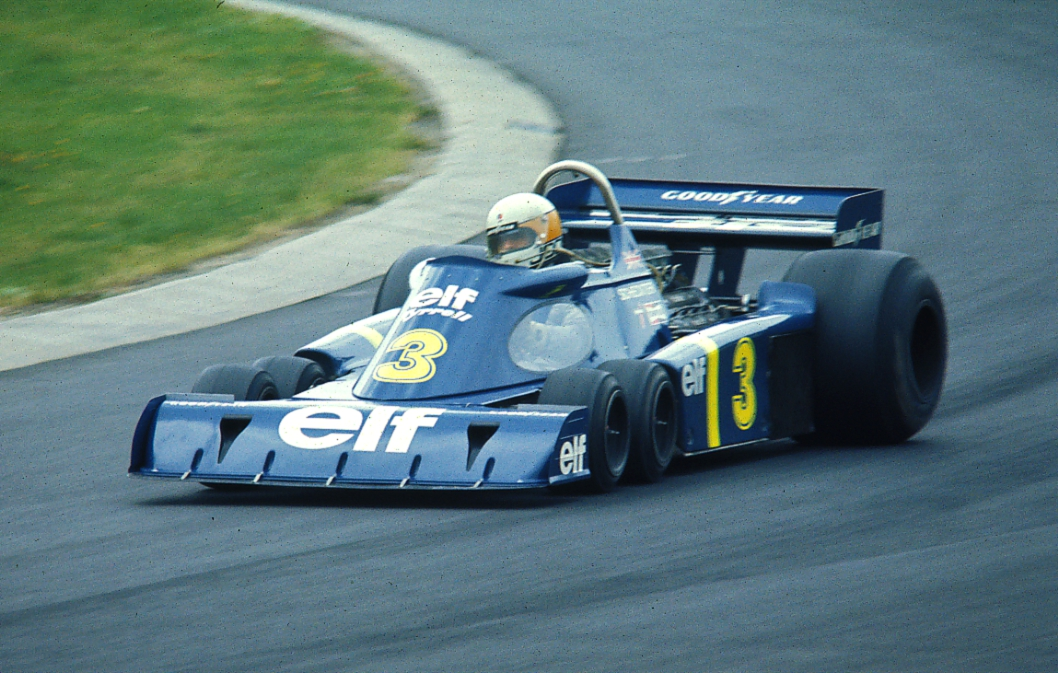
Jody Scheckter sur Tyrrell P34 au GP d'Allemagne 1976, (2e à l'arrivée)

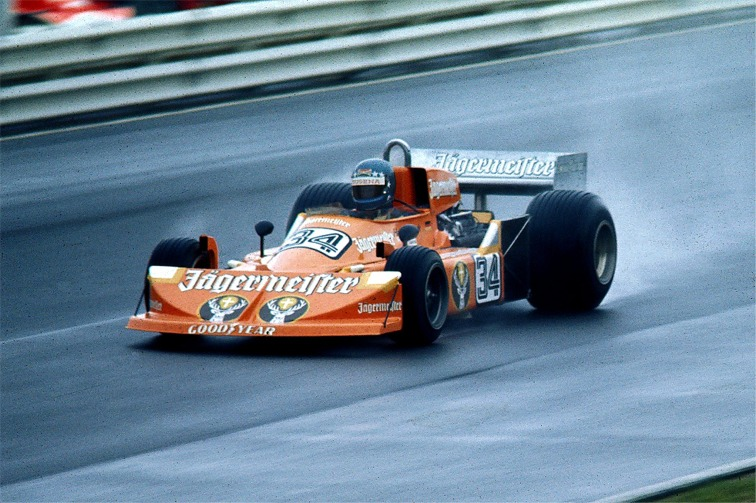
Hans-Joachim Stuck sur March lors du GP d'Allemagne 1976

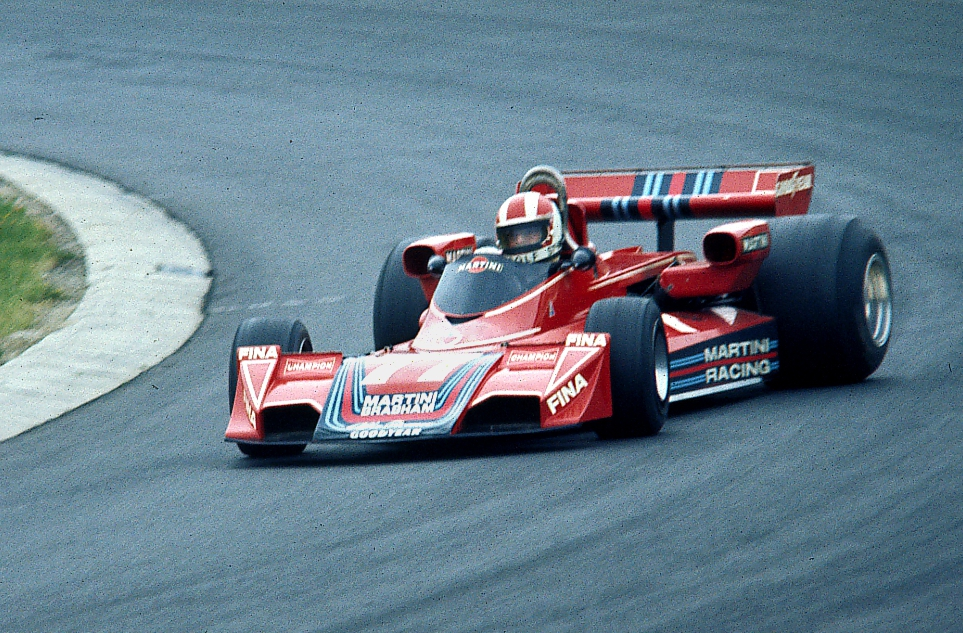
Rolf Stommelen, sur Brabham, sixième du GP d'Allemagne 1976

| Pos  | N° | Pilote                   | Écurie             | Tours | Temps/Abandon      | Grille | Points |
| ---- | -- | ------------------------ | ------------------ | ----- | ------------------ | ------ | ------ |
| 1    | 11 | James Hunt               | McLaren-Ford       | 14    | 1 h 41 min 42 s 7  | 1      | 9      |
| 2    | 3  | Jody Scheckter           | Tyrrell-Ford       | 14    | + 27 s 7           | 8      | 6      |
| 3    | 12 | Jochen Mass              | McLaren-Ford       | 14    | + 52 s 4           | 9      | 4      |
| 4    | 8  | Carlos Pace              | Brabham-Alfa Romeo | 14    | + 54 s 2           | 7      | 3      |
| 5    | 6  | Gunnar Nilsson           | Lotus-Ford         | 14    | + 1 min 57 s 3     | 16     | 2      |
| 6    | 77 | Rolf Stommelen           | Brabham-Alfa Romeo | 14    | + 2 min 30 s 3     | 15     | 1      |
| 7    | 28 | John Watson              | Penske-Ford        | 14    | + 2 min 33 s 9     | 19     |        |
| 8    | 16 | Tom Pryce                | Shadow-Ford        | 14    | + 2 min 48 s 2     | 18     |        |
| 9    | 2  | Clay Regazzoni           | Ferrari            | 14    | + 3 min 46 s 0     | 5      |        |
| 10   | 19 | Alan Jones               | Surtees-Ford       | 14    | + 3 min 47 s 3     | 14     |        |
| 11   | 17 | Jean-Pierre Jarier       | Shadow-Ford        | 14    | + 4 min 51 s 7     | 23     |        |
| 12   | 5  | Mario Andretti           | Lotus-Ford         | 14    | + 4 min 58 s 1     | 12     |        |
| 13   | 30 | Emerson Fittipaldi       | Copersucar-Ford    | 14    | + 5 min 25 s 2     | 20     |        |
| 14   | 40 | Alessandro Pesenti-Rossi | Tyrrell-Ford       | 13    | + 1 tour           | 26     |        |
| 15   | 25 | Guy Edwards              | Hesketh-Ford       | 13    | + 1 tour           | 25     |        |
| Abd. | 20 | Arturo Merzario          | Wolf-Williams-Ford | 3     | Freins             | 21     |        |
| Abd. | 9  | Vittorio Brambilla       | March-Ford         | 1     | Accident           | 13     |        |
| Abd. | 4  | Patrick Depailler        | Tyrrell-Ford       | 0     | Accident           | 3      |        |
| Abd. | 7  | Carlos Reutemann         | Brabham-Alfa Romeo | 0     | Alimentation       | 10     |        |
| Abd. | 10 | Ronnie Peterson          | March-Ford         | 0     | Accident           | 11     |        |
| Abd. | 34 | Hans-Joachim Stuck       | March-Ford         | 0     | Embrayage          | 4      |        |
| Abd. | 26 | Jacques Laffite          | Ligier-Matra       | 0     | Boîte de vitesses  | 6      |        |
| Abd. | 22 | Chris Amon               | Ensign-Ford        | 0     | Retrait volontaire | 17     |        |
| Abd. | 1  | Niki Lauda               | Ferrari            | 0     | Accident           | 2      |        |
| Abd. | 18 | Brett Lunger             | Surtees-Ford       | 0     | Accident           | 24     |        |
| Abd. | 24 | Harald Ertl              | Hesketh-Ford       | 0     | Accident           | 22     |        |
| Nq.  | 33 | Lella Lombardi           | Brabham-Ford       |       | Non qualifiée      |        |        |
| Nq.  | 38 | Henri Pescarolo          | Surtees-Ford       |       | Non qualifié       |        |        |

Légende :
- Abd.=Abandon.

## Pole position et record du tour
- Pole position : James Hunt en 7 min 06 s 5 (vitesse moyenne : 192,746 km/h).
- Tour le plus rapide : Jody Scheckter en 7 min 10 s 8 au 13e tour (vitesse moyenne : 190,822 km/h).

## Tours en tête
- James Hunt : 14 (1-14)

## À noter
- 4e victoire pour James Hunt.

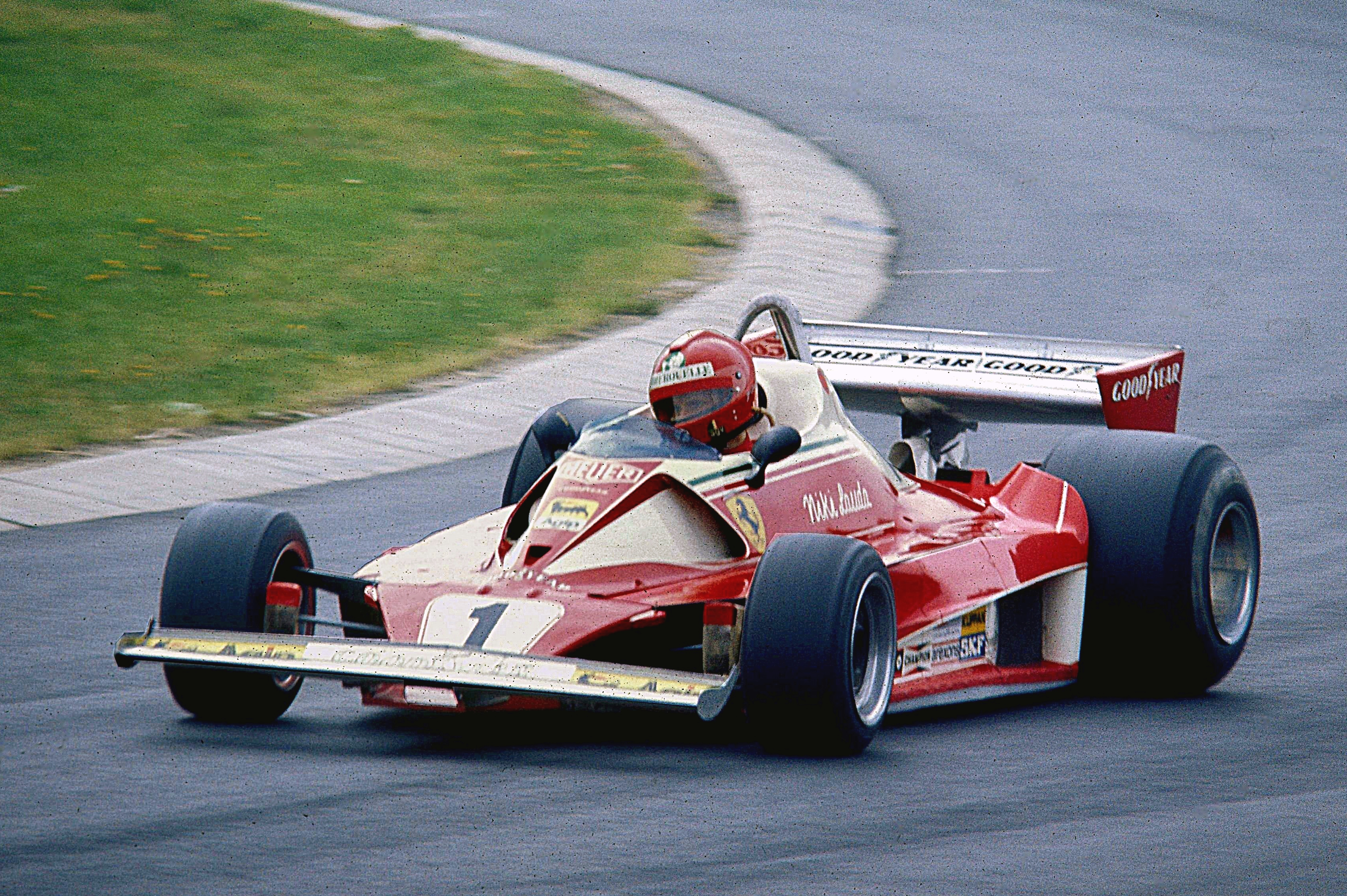
Niki Lauda sur Ferrari 312T2 au Nurburgring en 1976 avant son accident très grave

- 18e victoire pour McLaren en tant que constructeur.
- 90e victoire pour Ford Cosworth en tant que motoriste.
- Lella Lombardi n'a pas pu participer aux qualifications car sa monoplace a été saisie par la police (comme le reste du matériel de RAM Racing, saisi après réclamation de leur ancien pilote Loris Kessel).

- Sur le tracé du Nürburgring, Niki Lauda part en pneus pluie. À l'issue du premier tour, il s'arrête au stand pour chausser les pneus slicks et repart dans le peloton. Dans son deuxième tour, dans le gauche rapide précédant le virage de Bergwerk, pour une raison inconnue, il perd le contrôle de sa voiture qui frappe l'extérieur de la piste avant de rebondir en plein milieu de la trajectoire où elle est percutée par d'autres concurrents lancés à pleine vitesse. Dès le choc initial, le casque de Lauda est arraché et sa voiture s'embrase. À moitié inconscient et prisonnier des flammes pendant plus d'une minute, Lauda est sorti de sa voiture par Arturo Merzario, Brett Lunger, Guy Edwards et Harald Ertl. Transporté à l'hôpital d'Adenau, Lauda est grièvement brûlé au visage mais les médecins sont surtout inquiets pour ses poumons car Niki a inhalé des vapeurs d'essence hautement toxiques et souffre de graves difficultés respiratoires. Son état est si critique qu'un prêtre est appelé à son chevet pour lui administrer les derniers sacrements. Pourtant, à peine six semaines plus tard, les brûlures de son visage encore vives, Lauda est au départ du Grand Prix d'Italie qu'il termine à la quatrième place.
- Dernier Grand Prix d'Allemagne disputé sur la Nordschleife, condamnée pour cause d'obsolescence. Son remplacement par Hockenheim était déjà prévu dès 1975.